# 年輪

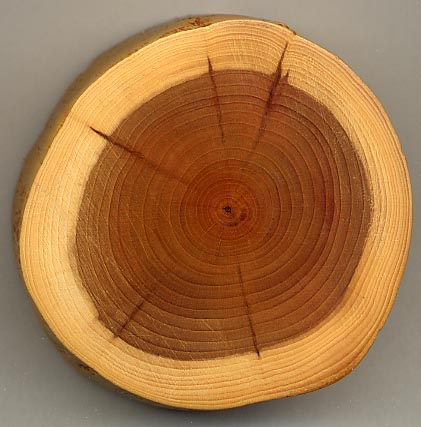
イチイの年輪

年輪（ねんりん、英語: growth ring）は、通常温帯から寒帯の木の断面に生じる同心円状の模様で、成長輪ともいう。成長輪のうち1年に一つずつ増加するものを年輪という。

## 年輪の形成
樹木は樹皮直下の形成層で細胞を作って成長する。それが輪状に見えるのは、春期には幹の肥大成長が盛んで、夏期にはゆっくりになるためであり、色の濃い部分は細胞壁が密に、色の薄い部分は細胞壁が疎になっている。細胞密度の違いが色の濃淡となって現れ年輪となる。熱帯雨林のように気温や降水量の年較差が少ない地域の樹木には年輪がないことがあるが、乾季と雨季があれば乾季には成長が休止するために成長輪が形成される。
年輪を数えることで、その木の樹齢を知ることができる。ただし、環境に対する応答は樹種によって異なるため年輪の明瞭さや幅には違いがある。また、天候不順などによってできる場合もあり、「偽年輪」という。そのほか、年輪には大規模な旱魃や山火事、虫害などの痕跡が残されていることがある。この痕跡と様々な記録を比較することにより、その木の過去の生育環境を調査することができる。

## 年輪の観察
樹齢は樹木の中心から一番外側までの年輪数に相当する。切り株のように木口面（年輪面）が出ていれば比較的簡単に樹齢は求められる。立木の場合は生長錐という器具を打ち込んで年輪を採取する。
なお、年輪を確認するためには木口面が滑らかである必要があるが、自然な原因で木が倒れる場合、根本からひっくり返るかへし折れるようになる場合が多く、滑らかな面は作られないため、自然森では年輪の見られる切り株は滅多にない。

### 年代の推定

#### 自然科学的方法
年輪年代法
伐採年の判明している樹木の年輪幅との変動パターンの比較する方法。
炭素14年代法
生育年ごとに樹木に固定される大気中の二酸化炭素を利用する方法。
酸素同位体比年輪年代法
樹木の細胞壁セルロースの酸素16と酸素18の比率を利用する方法。

#### 建築史学的方法
痕跡復原法
建物の柱や梁などの部材の年輪を利用する方法。

## 俗説
年輪についての俗説に「北半球では南側から日が当たる為、暖かい南側は発育が盛んで年輪の目が広く、北側は目が詰まっている（南半球では逆）ので、切り株があれば断面から大体の方位がわかる」というものがあるが、これは誤りである。たとえば針葉樹が斜面に生えている場合、木が谷側に傾かないように谷側がより盛んに成長する為、谷側の目が広く山側の目が詰まって育つ。また広葉樹では針葉樹とは逆に山側の目が広く谷側の目が詰まって育つ。その他にも樹幹の傾きや樹体の重心の偏り、平均的な風向きや周辺の植生など、樹木の成長による年輪の形成には様々な要因が関係しており、方角によって決まるものではない。
これらの俗説がどこから産まれたのかは定かではないが、一つに“宮大工は寺や神社の柱を建てる際に年輪を見て柱となった木が生えていた際と同じ方角に部材の方向を合わせる”という伝承があることから「年輪を見ることで方角が判定できる」という認識が広まったのではないかと推定される。また、この「立木の断面の年輪を見ることで方角が判定できる」という手法は、長年“野外行動時の指針”としてボーイスカウトやガールスカウトの教育を始め様々な“屋外サバイバル術”についての書籍等に記載されていたため、これを通じて広まった面も大きい。

## 樹木以外の年輪

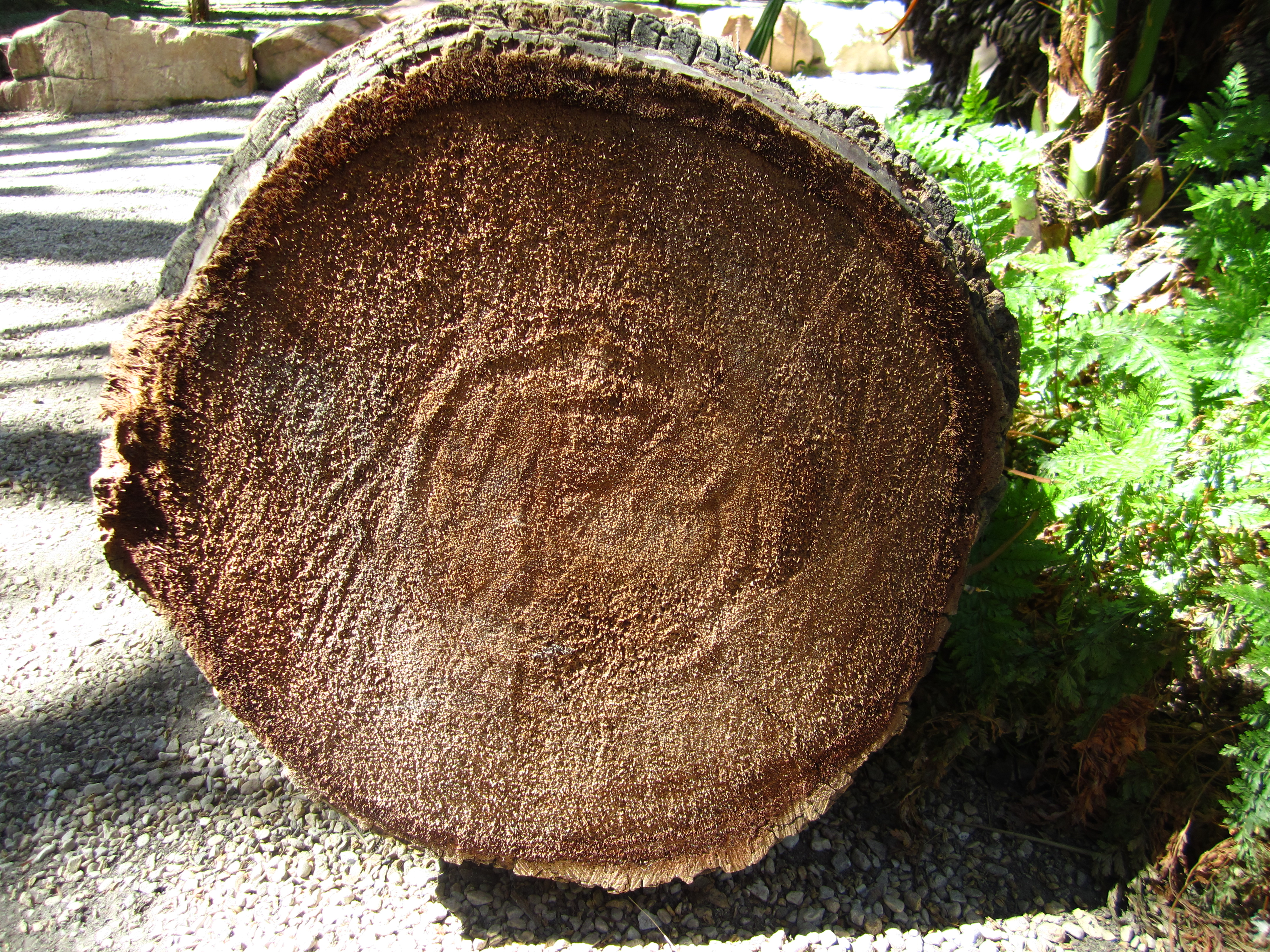
ヤシの木には年輪がない。

サンゴ、魚の鱗など樹木以外にも同様な年輪模様ができる。既製部分から外側に追加する形で成長するものにおいて、季節や時間によってその成長が変化するものではそのようなものが見られる。サンゴ等では昼夜の成長にも差があるため、日輪が見られる例もあり、それらによって、古代の一年の日数が分かった、という例もある。